# Quadrinhos dos Anos 10
Quadrinhos dos Anos 10 é uma tira cômica publicada diariamente nos jornais Folha de S. Paulo e O Globo pelo quadrinista André Dahmer. As tiras fazem uma crítica à sociedade, utilizando-se de humor politicamente incorreto e nonsense. Em 2016, a editora Quadrinhos na Cia publicou uma coletânea com quase 300 tiras em um livro com o mesmo nome da série. Em 2017, o livro ganhou o 29º Troféu HQ Mix na categoria "melhor publicação de tiras" e foi indicado ao Prêmio Jabuti na categoria "melhor história em quadrinhos".